# Clive Caldwell
Clive Robertson Caldwell (28 juillet 1910 – 5 aout 1994) fut le plus grand as australien de la Seconde Guerre mondiale d’où son surnom de « Killer » (tueur). Il a effectué plus de 300 sorties opérationnelles et il est crédité officiellement de 28,5 victoires (la demi-victoire étant partagée avec un autre pilote) auxquelles il faut ajouter six victoires probables et 15 appareils ennemis endommagés,.
Caldwell a obtenu ses victoires sur deux modèles de chasseurs et deux fronts très éloignés :
- des Curtiss P-40 de fabrication américaine (surnommés Tomahawk et Kittyhawk par la Royal Air Force durant la Guerre du désert.
- des Supermarine Spitfire de fabrication britannique dans la Guerre du Pacifique.

Il est titulaire au total de quatre records :
- Plus grand as australien de la Seconde Guerre mondiale.
- Plus grand as allié en Afrique du Nord[3].
- Plus grand as de toutes les nations alliées sur Curtiss P-40, un avion qui traînait la réputation d'être inférieur à ses adversaires comme le Messerschmitt 109 et le Mitsubishi A6M. En réalité, entre les mains de pilotes expérimentés, le P-40 était capable de très bons résultats, surtout dans les combats à basse altitude et l'attaque au sol.
- Premier aviateur du Commonwealth à commander un squadron britannique.

Il est un des rares pilotes alliés à avoir abattu des avions des trois pays de l’Axe : Allemagne, Italie et Japon, mais il n’est pas le seul.
Caldwell a commandé un squadron de la Royal Air Force (RAF) et deux wings (en) de la Royal Australian Air Force (RAAF).

## Jeunesse
Clive Robertson Caldwell est né le 28 juillet 1910 à Lewisham, New South Wales (en), une banlieue de Sydney et a fait ses études secondaires à Albion Park High School, Sydney Grammar School (en) et Trinity Grammar School (en). Il apprend à voler en 1938 à l’Aero Club of New South Wales.

## Seconde guerre mondiale
Dès que la Seconde Guerre mondiale éclate en Europe, Caldwell s’engage dans la Royal Australian Air Force (RAAF). En janvier 1941, il reçoit ses ailes, puis son affectation pour le Moyen-Orient comme pilote de chasse. Malgré ses trente ans révolus, il doit le fait de ne pas rejoindre les bombardiers ou les transports - affectations réservées aux "vieux" de son âge - à son exceptionnelle aptitude à piloter et à son sens inné du commandement. Il ne se contente pas d'appliquer les méthodes et les tactiques qu'on lui a enseignées, mais il en créé de nouvelles. Ainsi, il se distingue par une approche nouvelle du combat aérien : il attaquait d'en bas, par un angle mort.

### Moyen-Orient et Afrique du Nord
La première affectation de Caldwell en unité opérationnelle est le Squadron no 73 de la Royal Air Force qui vole sur Hawker Hurricane. Puis il est muté au Squadron no 250 (en) Sudan équipé avec les nouveaux P-40 Tomahawk livrés par les États-Unis, une des premières unités de la Royal Air Force à être dotée de ce type d’appareil. Son unité participe à la campagne du Levant contre les forces françaises de Vichy en Syrie et au Liban puis elle revient en Afrique du Nord et est envoyée en Cyrénaïque.
Le 26 juin 1941, lors d’une mission d’escorte de bombardiers au-dessus de Gazala, Libye, sa trentième sortie au combat, il remporte sa première victoire aérienne contre un Messerschmitt Bf 109 de la Jagdgeschwader 27 (JG 27).
Quatre jours plus tard, le 30 juin, il revendique un Messerschmitt Bf 110 de la III./ZG 26 et deux Junkers Ju 87 de la II./Sturzkampfgeschwader 2 (StG 2) qu’il partage avec un autre pilote.
Le 7 juillet, un Fiat G.50 italien vient s’ajouter à son tableau de chasse.
Le 29 août 1941, alors qu’il rentre seul vers sa base, il est attaqué près de Tobrouk par deux Messerschmitt Bf 109 dont un piloté par un as allemand, le Leutnant Werner Schröer, de la JG 27. On dénombrera sur son appareil 113 impacts de balles et d’obus de 20 mm. Bien que blessé, Caldwell parvient à abattre l’ailier de Schröer et à endommager gravement l’appareil de ce dernier, l’obligeant à rompre le combat.
Après avoir survécu à ce combat, Caldwell va se faire une spécialité d'affronter, et de vaincre, les plus grands as allemands présents sur le théâtre d'Afrique du Nord.
Le 23 novembre, Caldwell abat le Hauptmann Wolfgang Lippert (en), Gruppenkommandeur (commandant de Groupe) de la II./JG 27. Lippert saute en parachute mais meurt de ses blessures le 3 décembre.
Pour cet exploit, Caldwell reçoit la Distinguished Flying Cross. et une promotion au grade de Flight Lieutenant, avancement spectaculaire pour un pilote qui n’a que cinq mois de service.
Très rapidement, son palmarès se gonfle de nouveaux succès.
Le 5 décembre, il abat cinq bombardiers en piqué Junkers Ju 87 d’une formation de quarante Stuka près d’El-Adem. À la fin de l’année 1941, il ajoute une bar à sa D.F.C,. et se voit promu Flight commander.
Le 14 décembre il semble avoir été impliqué dans un combat contre des appareils de la 2./JG 27 au cours duquel perdit la vie l'Oberfelwebel Hermann Förster, as titulaire de 13 victoires, mitraillé pendant sa descente en parachute.
Le 24 décembre, Caldwell prend part à un combat dans lequel est mortellement blessé un autre as allemand, le Hauptmann Erbo Graf von Kageneck (69 victoires) de la III./JG 27. Caldwell pense l’avoir seulement "endommagé", mais après la guerre on découvre qu’il l’a bel et bien abattu.
En janvier 1942, Caldwell est promu Squadron Leader et le 14 janvier il prend le commandement du Squadron no 112 (en) Shark, dont les Kittyhawk sont ornés de l’agressive gueule de requin, devenue si célèbre après avoir été reproduite sur leurs P-40 par les pilotes américains des "Tigres Volants" en Chine. Caldwell devient ainsi le premier aviateur du Commonwealth à commander un squadron britannique. À cette époque, le Squadron no 112 (en) compte dans ses rangs plusieurs pilotes polonais. C’est pourquoi Caldwell fut décoré de la décoration polonaise Krzyż Walecznych (KW; "Croix de la Valeur").
Le 20 février 1942, alors qu'il dirige une formation de 11 Kittyhawks des squadrons no 112 et no 3 au-dessus de Gazala, il repère une formation de Messerschmitt Bf 109 du I./JG 27 volant 2 000 pieds plus haut, et en abat un au terme d’une spectaculaire chandelle qui prend son adversaire par surprise.
Le 10 mars, Clive Caldwell teste le Kittyhawk dans son nouveau rôle de chasseur-bombardier, rôle qui s'avérera très utile lors de la guerre du désert.
Le 14 mars, il revendique ses deux dernières victoires dans le désert : un Messerschmitt Bf 109 (partagé) et un Macchi MC.202. Lorsqu’il quitte la Méditerranée, le 25 mai 1942, il a environ 550 heures de vol et plus de 300 sorties opérationnelles. Son palmarès fait état de vingt victoires et demie, dont dix Messerschmitt Bf 109 et deux Macchi MC.202, ce qui fait de lui le plus grand as allié de ce théâtre d’opérations.

### États-Unis
Caldwell ne rentre pas tout de suite en Australie mais passe quelque temps aux États-Unis. Il visite les usines Curtiss-Wright à Buffalo, état de New York. Le 6 août 1942, il est invité à participer à un vol de réception du Curtiss C-46 Commando, le nouvel avion de transport. L’avion était piloté par le chef pilote d'essai Herbert O. Fisher (en). Le train d'atterrissage se bloqua à mi-course, et après huit heures d’efforts pour tenter de le débloquer, Fisher posa l’appareil sur le ventre avec le minimum de dommages. Caldwell ayant fait fonction de copilote durant ces huit heures à tourner au-dessus de Buffalo, Fisher le déclara qualifié sur cet appareil !
Après Curtiss-Wright, Caldwell visita l’usine North American Aviation et évalua personnellement le nouveau chasseur North American P-51 Mustang, alors en développement.

### Guerre du Pacifique

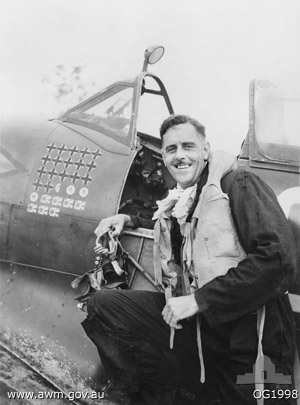
Caldwell avec son Spitfire à Morotai en décembre 1944

Lorsque Caldwell rentre en Australie fin septembre 1942, il est accueilli en héros national, d’autant plus que la menace des forces japonaises se rapproche du territoire national. Le 26 novembre on lui confie le commandement du No. 1 (Fighter) Wing (en), qui comprend les squadrons, no. 54 de la R.A.F. et no. 452 et 457 de la RAAF. Equipée de Supermarine Spitfire VC, cette escadre basée à Darwin a pour mission de repousser les raids aériens japonais sur les côtes australiennes.
Le 2 mars 1943, à la tête d’une patrouille de six Supermarine Spitfire, Caldwell intercepte six bombardiers légers Nakajima B5N "Kate" escortés par douze chasseurs Mitsubishi A6M (nom de code allié : "Zeke"). Il abat un avion de chaque type au-dessus de la mer d’Arafura,. Les pilotes des Spitfire découvrent que les chasseurs japonais répugnent à engager le combat contre des chasseurs allies au-dessus de l'Australie en raison de la grande distance qui les sépare de leurs bases aux Indes occidentales néerlandaises. Au début, le Wing subit de lourdes pertes, en raison de l’inexpérience de nombreux pilotes, et des problèmes mécaniques incessants des Spitfire tropicalisés.
« Étant donnée la réputation du Spitfire – réputation d’ailleurs non usurpée, car c’était un splendide avion de guerre que ses pilotes adoraient – la R.A.F. expédia vite à Darwin une escadre australienne d’Angleterre. Cette unité d’élite, équipée de Spitfire IX A, commandée par le fameux wing-commander « Killer » Caldwell, ne comprenait que des pilotes expérimentés qui avaient combattu la Luftwaffe pendant un an, et elle arriva en Australie avec son équipement complet y compris un contrôle radar impeccable. (…) Le 21 mai 1943, vingt et un bombardiers japonais escortés par trente Zéros exécutèrent un raid sur Darwin. L’interception par trente-deux Spitfires dirigés par un contrôleur anglais fut magnifique. Mais après la bataille, quand les comptes furent établis, il fallut convenir que treize Spitfires avaient été perdus pour la destruction d’un bombardier et de cinq Zéros. L’enthousiasme des chasseurs australiens en fut quelque peu refroidi. Le 30 juin 1943, vingt-sept « Betty » escortés par trente Zéros récidivèrent. L’interception fut encore parfaite, mais pour huit bombardiers et deux chasseurs japonais, six Spitfires sur les quarante-et-un qui avaient décollé ne revinrent pas. Les Australiens commençaient à comprendre, car cette fois pourtant ils avaient évité au maximum les Zeros, en se concentrant sur les bombardiers. »
(Pierre Clostermann, Feux du ciel, Flammarion, 1951, p. 63-64)
Sa dernière victime, un Mitsubishi Ki-46 "Dinah", tombe le 17 août 1943 au-dessus de la mer d’Arafura.
Caldwell revendique au total 6,5 avions japonais abattus.
Avec vingt-huit victoires et demie, il est l’as des as australiens et bien qu’il cesse de combattre deux ans avant la fin des hostilités, aucun de ses compatriotes n’affichera un tel palmarès.
Le 28 septembre 1943, il prend le commandement du No. 2 Operational Training Unit (no 2 OTU) à Mildura, qui teste le chasseur de fabrication locale Commonwealth CA-12 Boomerang. Il est décoré du Distinguished Service Order (DSO) en novembre 1943.
Il revient dans la zone des combats le 14 avril 1944, comme commandant du No 80 Fighter Wing (en), équipé de Spitfire Mark VIII.
En avril 1945, alors qu’il sert à Morotai, Indonésie avec la Australian First Tactical Air Force, il joue un rôle majeur dans la "Mutinerie de Morotai", durant laquelle plusieurs aviateurs démissionnent en signe de protestation contre l’emploi des escadrilles de chasse de la RAAF dans des missions d’attaque au sol, qu’ils considèrent comme dangereuses et sans intérêt stratégique. À l’issue de l’enquête qui suit, trois officiers supérieurs sont relevés de leur commandement, tandis que Caldwell et les autres "mutins" ne sont pas inquiétés,.
Le 1er août, il est nommé Group Captain. En avril 1945, il entre à l’état-major australien, qu’il ne quittera que le 6 février 1946 pour retrouver la vie civile. « Killer » Caldwell se lance alors dans les affaires.

## Décorations
- Distinguished Service Order (DSO) - 14 octobre 1943[19]
- Distinguished Flying Cross and Bar (DFC*) - 26 décembre 1941[9]
- 1939-1945 Star
- Air Crew Europe Star
- Africa Star avec agrafe "Afrique du Nord 1942-43"
- Pacific Star
- Defence Medal
- War Medal 1939–1945
- Australia Service Medal 1939-45 (en)
- Croix de la Valeur polonaise (Krzyż Walecznych)